# Ri Jong-hwa
Ri Jong-hwa (* 16. Oktober 1990) ist eine nordkoreanische Gewichtheberin.
Sie gewann bei den Asienmeisterschaften 2013 Gold im Reißen und Silber im Stoßen und im Zweikampf in der Klasse bis 58 kg. 2014 gewann sie bei den Asienspielen Gold im Zweikampf. Bei den Weltmeisterschaften 2014 war Ri Zweite. Allerdings wurde sie bei der Dopingkontrolle positiv auf Clenbuterol getestet und disqualifiziert.